# Charalampos Lykogiannis
Charalampos Lykogiannis (Grieks: Χαράλαμπος Λυκογιάννης; Piraeus, 22 oktober 1993) is een Grieks voetballer die doorgaans speelt als linksback. In juli 2022 verruilde hij Cagliari voor Bologna. Lykogiannis maakte in 2017 zijn debuut in het Grieks voetbalelftal.

## Clubcarrière
Lykogiannis speelde vanaf 2007 in de jeugdopleiding van Olympiakos. Zijn competitiedebuut in het eerste elftal maakte hij op 29 oktober 2012, toen met 2–2 gelijkgespeeld werd op bezoek bij Aris Saloniki. Manolis Papasterianos en David Aganzo maakten de doelpunten voor de thuisploeg en namens Olympiakos kwamen Djamel Abdoun en José Holebas tot scoren. Lykogiannis mocht van coach Leonardo Jardim in de achtenzestigste minuut invallen voor François Modesto. Drie maanden daarvoor, in augustus 2012, had hij een professionele verbintenis bij de club getekend tot medio 2015.
In augustus 2013 werd de vleugelverdediger voor één seizoen verhuurd aan Levadiakos. Het jaar erop verruilde hij Olympiakos op huurbasis voor Ergotelis. Na het aflopen van zijn verbintenis in de zomer van 2015 stapte Lykogiannis transfervrij over naar Sturm Graz, waar hij een contract tekende voor twee seizoenen met een optie op een derde jaar. De Griek had een groot deel van zijn periode bij Sturm Graz een basisplaats en de optie in zijn contract werd dan ook verlengd.
Een halfjaar voor het einde van dit contract, in januari 2018, verkaste Lykogiannis naar Cagliari, waar hij zijn handtekening zette onder een verbintenis voor de duur van vierenhalf jaar. In het seizoen 2021/22 degradeerde Cagliari naar de Serie B, maar Lykogiannis bleef behouden voor het hoogste niveau. Na het aflopen van zijn contract tekende hij namelijk voor twee seizoenen bij Bologna. Na zijn tweede seizoen daar, waarin hij zich met Bologna wist te kwalificeren voor de UEFA Champions League, werd zijn aflopende verbintenis opengebroken en met een jaar verlengd, plus een optie op een seizoen extra. Deze optie werd in juni 2025 gelicht.

## Clubstatistieken
| Seizoen | Club         | Competitie   | Competitie | Competitie | Beker | Beker | Internationaal | Internationaal | Totaal | Totaal |
| Seizoen | Club         | Competitie   | Wed.       | Dlp.       | Wed.  | Dlp.  | Wed.           | Dlp.           | Wed.   | Dlp.   |
| ------- | ------------ | ------------ | ---------- | ---------- | ----- | ----- | -------------- | -------------- | ------ | ------ |
| 2012/13 | Olympiakos   | Super League | 4          | 0          | 3     | 0     | 3              | 0              | 10     | 0      |
| 2013/14 | → Levadiakos | Super League | 22         | 0          | 1     | 0     | —              | —              | 23     | 0      |
| 2014/15 | → Ergotelis  | Super League | 22         | 1          | 1     | 0     | —              | —              | 23     | 1      |
| 2015/16 | Sturm Graz   | Bundesliga   | 20         | 1          | 2     | 0     | 1              | 0              | 23     | 1      |
| 2016/17 | Sturm Graz   | Bundesliga   | 34         | 3          | 2     | 0     | —              | —              | 36     | 3      |
| 2017/18 | Sturm Graz   | Bundesliga   | 17         | 2          | 1     | 0     | 4              | 0              | 22     | 2      |
| 2017/18 | Cagliari     | Serie A      | 11         | 0          | 0     | 0     | —              | —              | 11     | 0      |
| 2018/19 | Cagliari     | Serie A      | 11         | 0          | 1     | 0     | —              | —              | 12     | 0      |
| 2019/20 | Cagliari     | Serie A      | 20         | 0          | 3     | 0     | —              | —              | 23     | 0      |
| 2020/21 | Cagliari     | Serie A      | 31         | 4          | 2     | 0     | —              | —              | 33     | 4      |
| 2021/22 | Cagliari     | Serie A      | 28         | 1          | 2     | 0     | —              | —              | 30     | 1      |
| 2022/23 | Bologna      | Serie A      | 21         | 2          | 3     | 0     | —              | —              | 24     | 2      |
| 2023/24 | Bologna      | Serie A      | 22         | 2          | 3     | 0     | —              | —              | 25     | 2      |
| 2024/25 | Bologna      | Serie A      | 17         | 0          | 3     | 0     | 5              | 0              | 25     | 0      |
| Totaal  | Totaal       | Totaal       | 280        | 16         | 27    | 0     | 13             | 0              | 320    | 16     |

Bijgewerkt op 12 juni 2025.

## Interlandcarrière
Lykogiannis maakte zijn debuut in het Grieks voetbalelftal op 3 september 2017, toen met 1–2 verloren werd van België. Jan Vertonghen en Romelu Lukaku scoorden voor België en namens de thuisploeg kwam de naam van Zeca op het scorebord. Lykogiannis moest van bondscoach Michael Skibbe op de reservebank beginnen en hij viel na negenenzestig minuten in voor Konstantinos Stafylidis.
| Interlands van Charalampos Lykogiannis voor Griekenland | Interlands van Charalampos Lykogiannis voor Griekenland | Interlands van Charalampos Lykogiannis voor Griekenland | Interlands van Charalampos Lykogiannis voor Griekenland | Interlands van Charalampos Lykogiannis voor Griekenland | Interlands van Charalampos Lykogiannis voor Griekenland | Interlands van Charalampos Lykogiannis voor Griekenland |
| №                                                       | Datum                                                   | Wedstrijd                                               | Uitslag                                                 | Competitie                                              | Goals                                                   |                                                         |
| Als speler bij Sturm Graz                               | Als speler bij Sturm Graz                               | Als speler bij Sturm Graz                               | Als speler bij Sturm Graz                               | Als speler bij Sturm Graz                               | Als speler bij Sturm Graz                               | Als speler bij Sturm Graz                               |
| ------------------------------------------------------- | ------------------------------------------------------- | ------------------------------------------------------- | ------------------------------------------------------- | ------------------------------------------------------- | ------------------------------------------------------- | ------------------------------------------------------- |
| 1                                                       | 3 september 2017                                        | Griekenland – België                                    | 1 – 2                                                   | WK 2018 kwalificatie                                    |                                                         |                                                         |
| Als speler bij Cagliari                                 |                                                         |                                                         |                                                         |                                                         |                                                         |                                                         |
| 2                                                       | 27 maart 2018                                           | Egypte – Griekenland                                    | 0 – 1                                                   | Vriendschappelijk                                       |                                                         |                                                         |
| 3                                                       | 8 september 2018                                        | Estland – Griekenland                                   | 1 – 2                                                   | Nations League 2018/19                                  |                                                         |                                                         |
| 4                                                       | 11 september 2018                                       | Hongarije – Griekenland                                 | 2 – 1                                                   | Nations League 2018/19                                  |                                                         |                                                         |
| 5                                                       | 7 oktober 2020                                          | Oostenrijk – Griekenland                                | 2 – 1                                                   | Vriendschappelijk                                       |                                                         |                                                         |
| 6                                                       | 11 november 2020                                        | Griekenland – Cyprus                                    | 2 – 1                                                   | Vriendschappelijk                                       |                                                         |                                                         |

Bijgewerkt op 12 juni 2025.

## Erelijst
| Competitie      |            |            |            |            |
| Competitie      | Aantal     | Jaren      |            |            |
| Olympiakos      | Olympiakos | Olympiakos | Olympiakos | Olympiakos |
| --------------- | ---------- | ---------- | ---------- | ---------- |
| Super League    | 1          | 2012/13    |            |            |
| Kupello Elladas | 1          | 2012/13    |            |            |
| Sturm Graz      |            |            |            |            |
| ÖFB-Cup         | 1          | 2017/18    |            |            |
| Bologna         |            |            |            |            |
| Coppa Italia    | 1          | 2024/25    |            |            |